# Yavuzlu
Yavuzlu ist ein Dorf in der türkischen Provinz Kilis. Es liegt an der Grenze zu Syrien und hat 1.839 Einwohner. 
Bürgermeister ist İsmail Hakkı Cannacar (MHP). Das Dorf untergliedert sich in folgende Bezirke: Hapse, Aligün, Sinan Paşa, Yavuz. 